# Roy Abbott
Hon. Roy Kitto Abbott (* 30. August 1927; † 19. März 2004) war ein australischer Politiker der Labor Party, der zwischen 1975 und 1989 Mitglied des South Australian House of Assembly sowie mehrmals Minister war. 

## Leben
Roy Kitto Abbott wurde am 12. Juli 1975 für die Labor Party im Wahlkreis Spence als Nachfolger seines Parteifreundes Ernie Crimes erstmals zum Mitglied der South Australian House of Assembly gewählt, des Unterhauses des Parlaments von South Australia. Er vertrat diesen Wahlkreis bis zu seinem Verzicht auf eine erneute Kandidatur bei der Wahl am 25. November 1989, woraufhin sein Parteifreund Michael Atkinson diesen Wahlkreis übernahm. Zu Beginn seiner Parlamentszugehörigkeit war er zwischen dem 11. September 1975 und dem 30. November 1977 erst Mitglied des Parlamentarische Ausschusses für Landbesiedlung (Parliamentary Committee on Land Settlement) sowie im Anschluss vom 1. Dezember 1977 bis zum 15. März 1979 Mitglied des Ständigen Parlamentsausschusses für öffentliche Arbeiten (Parliamentary Standing Committee on Public Works).
Am 15. März 1979 wurde Abbott in die Regierung von Premier Des Corcoran berufen und fungierte in dieser bis zum 18. September 1979 als Minister für Gemeinwohl (Minister of Community Welfare).
Nach dem Sieg der ALP bei der Wahl am 6. November 1982 wurde er in die Regierung von Premier John Bannon berufen und übernahm vom 10. November 1982 bis zum 29. Juli 1988 den Posten als Minister für Meeresangelegenheiten (Minister of Marine) sowie zugleich zwischen dem 10. November 1982 und dem 16. Juli 1985 als Verkehrsminister (Minister of Transport). Im Rahmen einer Umbildung der Regierung Bannon fungierte er zudem vom 16. Juli 1985 bis zum 29. Juli 1988 in Personalunion als Minister für Rückkehrer (Minister of Repatriation), Minister für Ländereien (Minister of Lands) sowie als Forstminister (Minister of Forests). Im Oktober 1988 wurde ihm der Höflichkeitstitel The Honourable verliehen.

## Hintergrundliteratur
- Parliament of South Australia: Statistical Record of the Legislature 1836–2007 (Memento vom 11. März 2019 im Internet Archive)

## Weblink
- Hon Roy Abbott. In: Parlament von South Australia. Abgerufen am 22. April 2024 (englisch).